# Archiv für Anatomie
Archiv für Anatomie, Archiv für Anatomie und Entwicklungsgeschichte of Archiv für Anatomie und Physiologie. Anatomische Abt. was een wetenschappelijk tijdschrift op het gebied van de anatomie. De eerste hoofdredacteur was Wilhelm His (1831-1904).
Het diende als opvolger van Zeitschrift für Anatomie und Entwicklungsgeschichte en was een van de twee delen van Archiv für Anatomie und Physiologie.